# CJB 장학퀴즈
이다.

## 역대 진행자
| 진행자 | 진행 기간                          |
| ------ | ---------------------------------- |
| 최지현 | 2012년 6월 2일 ~ 2012년 9월 8일    |
| 안정은 | 2012년 9월 15일 ~ 2014년 12월 27일 |
| 황수동 | 2013년 1월 5일, 2013년 12월 28일   |

## 방송시간
| 방송기간                                   | 방송시간                        |
| ------------------------------------------ | ------------------------------- |
| 2012년 6월 2일 ~ 2014년 12월 27일(본방송)  | 토요일 오전 10시 55분 ~ 12시    |
| 2012년 6월 20일 ~ 2014년 12월 27일(재방송) | 목요일 오후 2시 10분 ~ 3시 15분 |

## 진행방식
- CJB 장학퀴즈 3000은 4명의 학생이 100점의 기본 점수를 갖고 3라운드 방식으로 진행하며 주장원과 월장원을 거쳐 연장원으로 올라가는 형식을 취하고 있다.
- 월장원전은 방송 회차가 1기는 5배수일 때, 2기는 2 또는 7로 끝날 때, 3기는 1 또는 6으로 끝날 때에 진행되는 것을 원칙으로 하며 방송사 측의 사정으로 인해 변경될 수 있다.
- 주장원의 장학금은 100만원, 월장원의 장학금은 200만원, 연장원의 장학금은 3000만원(2기에서는 2000만원)으로 책정되어 있다.

### 1라운드
- OX 퀴즈와 객관식 퀴즈가 각 5문제 출제된다.[3]
- 문제당 10점이며 모니터에 정답을 적는 형식을 취한다.
- 중간에 이심전심 퀴즈라고 하는 보너스 퀴즈가 1문제 출제되며 2인 1팀으로 각각 2음절을 적어 4음절의 정답을 완성한다.
- 이 때 2인이 모두 답을 맞히면 보너스 점수와 상품을 받을 수 있으나 2인중 1명이라도 맞히지 못하면 맞힌 1인도 점수를 받을 수 없다.

### 2라운드
- 주관식 퀴즈 5문제와 스피드 퀴즈 7문제가 출제된다.[4]
- 문제당 20점이며 주관식 퀴즈는 1라운드와 마찬가지로 모니터에 정답을 적으며 스피드 퀴즈는 버저를 눌러 정답을 직접 말한다.
- 스피드 퀴즈에서는 1인 1회 더블 찬스를 사용할 수 있으며 이 때 더블 찬스를 사용하는 학생부터 먼저 정답을 말할 수 있다.
- 더블 찬스 성공 시 40점을 얻을 수 있으나 더블 찬스 실패 시 20점이 감점된다.
- 2라운드 종료 후 점수가 높은 2인이 결승에 진출하며 출연한 4인이 모두 답을 맞히지 못할 경우 해당 문제는 시청자 퀴즈로 전환한다.

### 3라운드
- 2라운드를 통과한 2인이 장원의 자리를 놓고 연상 퀴즈 대결을 벌인다.
- 각각의 제시어를 듣고 4문제를 먼저 맞히는 학생이 장원의 자리에 등극한다.
- 2라운드까지 획득한 점수는 3라운드로 이어지지 않는다.

## 1기 연장원전 진행방식
- 역대 월장원전에 등극한 6명이 a,b조 각각 3명 씩 나누어 대결을 펼쳐서 각조 1위가 결승에 진출하며, 결승전에 진출한 2학생이 대결을 펼쳐 우승자를 가린다.[5]
- 예선전은 a,b조에 있는 3명이 대결을 펼쳐서 각조 1위가 결승에 진출한다.[6]
- 결승전은 1기 3라운드 형식과 동일하며, 제시어에 따라 40,30,20,10점 순으로 차등 배점된다. 문제를 계속 풀다가 먼저 100점 이상을 획득한 학생이 연장원으로 등극한다.

## 2기 진행방식
- 2013년 3월 2일 33회차부터 방영을 개시한 2기는 1기 형식과 유사하게 진행되며, 중간중간에 새로운 규칙을 적용하였다.
- 통통(通通)퀴즈 : 두 참가자가 짝을 이뤄 60초 간 스피드 퀴즈를 풀어서 많이 맞힌 팀에게 20점 씩 부여된다.
- 더블찬스는 해당 학생이 친구와 같이 문제를 풀 수 있으며, 더블찬스에 성공하면 문제를 같이 푼 친구에게는 선물이 돌아간다.
- 결승전 연상퀴즈는 1기 연장원 형식과 동일하다.

## 2기 연장원전 진행방식

### 연장원 진출전

#### 1라운드
- 첫 번째 유형 : 있다 없다 퀴즈(개인별로 3문제 부여, 한 문제 당 10점)
- 그 뒤 형식은 예전 1라운드 형식과 동일하다.(예전처럼 기본점수 100점 없이 시작)

#### 2라운드
- 첫 번째 유형 : 주관식 퀴즈로 전과 동일한 형식으로 진행된다.
- 두 번째 유형 : what's up? 퀴즈 - 시민들의 반응을 본 뒤 정답을 유추하는 형식으로, 역시 공통문제로 주어진다(배점 20점)
- 세 번째 유형 : 사다리 퀴즈 - 출연학생은 장,학,퀴,즈 네 개의 제시어 중 하나를 선택해서 개인전으로 문제를 풀며, 선택한 제시어가 도달된 유형을 푸는 형식.
- 힌트로는 초성, 연상, 영상으로 주어진다(꽝도 있음, 단 꽝이더라도 문제를 풀 기회는 주어진다)

#### 3라운드
- 첫 번째 유형 : 주관식 스피드 퀴즈로 전과 동일한 형식으로 진행된다.
- 두 번째 유형 : 더블더블 퀴즈 - 출연학생이 미리 지정한 분야를 1단계,2단계로 나누어 푸는 대결, 1단계 성공시 20점 획득과 2단계에서 30점을 획득할 수 있는 기회가 주어진다. 도전학생이 해당 문제를 맞히지 못할 경우, 기회는 다른 세 학생에게 넘어가게 된다.
- 문제를 다 풀고, 상위 2명이 연장원전에 진출한다.

- 연장원은 있다 없다 퀴즈가 진행된 다음 2기 예전 형식으로 진행된다.(단, 통통퀴즈는 생략됨)

## 3기 진행방식

### 1라운드
- 예전 진행방식과 동일하다.

### 2-1라운드 - 1+1 주관식
- C,J,B,장,학,퀴,즈,S,3 아홉개의 글자 중에서 하나를 선택해서, 해당하는 키워드를 푼다.
- 문제 푸는 순서는 점수가 높은 사람부터 진행한다.
- 배점은 20점,30점으로 최대 60점까지 획득가능, 성공하면 문제를 계속 풀 수 있으나 실패하면 문제 풀 기회가 상실된다.
- 그 뒤 형식은 전과 동일하다.(더블찬스는 예전처럼 혼자 푸는 형식으로 바뀌며, 2라운드에서 단독 1위로 올라온 학생에게는 기본점수 10점이 주어진다.)

## 역대 우승자 목록

### 1기
| 회차 | 방송일           | 이름   | 출신학교                   | 등급   | 비고                                                     |
| ---- | ---------------- | ------ | -------------------------- | ------ | -------------------------------------------------------- |
| 1회  | 2012년 6월 2일   | 권오찬 | 충북과학고등학교           | 주장원 |                                                          |
| 2회  | 2012년 6월 9일   | 김준형 | 충주고등학교               | 주장원 |                                                          |
| 3회  | 2012년 6월 16일  | 장지영 | 청주여자고등학교           | 주장원 |                                                          |
| 4회  | 2012년 6월 23일  | 강대건 | 세광고등학교               | 주장원 |                                                          |
| 5회  | 2012년 6월 30일  | 권오찬 | 충북과학고등학교           | 월장원 |                                                          |
| 6회  | 2012년 7월 7일   | 박대호 | 한국바이오마이스터고등학교 | 주장원 |                                                          |
| 7회  | 2012년 7월 14일  | 이병진 | 진천고등학교               | 주장원 |                                                          |
| 8회  | 2012년 7월 21일  | 이상찬 | 청주고등학교               | 주장원 |                                                          |
| 9회  | 2012년 7월 28일  | 이예찬 | 충북고등학교               | 주장원 |                                                          |
| 10회 | 2012년 8월 4일   | 이예찬 | 충북고등학교               | 월장원 |                                                          |
| 11회 | 2012년 8월 11일  | 김선   | 충북여자고등학교           | 주장원 |                                                          |
| 12회 | 2012년 8월 18일  | 박상원 | 충북과학고등학교           | 주장원 |                                                          |
| 13회 | 2012년 8월 25일  | 김상필 | 보은고등학교               | 주장원 |                                                          |
| 14회 | 2012년 9월 1일   | 허범안 | 제천고등학교               | 주장원 |                                                          |
| 15회 | 2012년 9월 8일   | 김상필 | 보은고등학교               | 월장원 |                                                          |
| 16회 | 2012년 9월 15일  | 김유신 | 청원고등학교               | 주장원 | 개편: mc는 안정은 아나운서, 방송시간은 am 11~12시로 변경 |
| 17회 | 2012년 9월 22일  | 민병길 | 청석고등학교               | 주장원 | 첫 패자부활전                                            |
| 18회 | 2012년 9월 29일  | 김혁준 | 양업고등학교               | 주장원 |                                                          |
| 19회 | 2012년 10월 6일  | 유영태 | 청주신흥고등학교           | 주장원 |                                                          |
| 20회 | 2012년 10월 13일 | 유영태 | 청주신흥고등학교           | 월장원 |                                                          |
| 21회 | 2012년 10월 20일 | 최민혜 | 세명고등학교               | 주장원 |                                                          |
| 22회 | 2012년 10월 27일 | 이재인 | 충북 청주 청석고등학교     | 주장원 |                                                          |
| 23회 | 2012년 11월 3일  | 오수진 | 청주대성고등학교           | 주장원 |                                                          |
| 24회 | 2012년 11월 10일 | 이소현 | 제천여자고등학교           | 주장원 |                                                          |
| 25회 | 2012년 11월 17일 | 이소현 | 제천여자고등학교           | 월장원 |                                                          |
| 26회 | 2012년 11월 24일 | 홍경원 | 금천고등학교               | 주장원 |                                                          |
| 27회 | 2012년 12월 1일  | 함윤수 | 산남고등학교               | 주장원 |                                                          |
| 28회 | 2012년 12월 8일  | 손동준 | 제천고등학교               | 주장원 |                                                          |
| 29회 | 2012년 12월 15일 | 신동욱 | 세광고등학교               | 주장원 | 두 번째 패자부활전, 1기 마지막 주장원전                  |
| 30회 | 2012년 12월 22일 | 홍경원 | 금천고등학교               | 월장원 | 1기 마지막 월장원전                                      |
| 31회 | 2012년 12월 29일 | 권오찬 | 충북과학고등학교           | 연장원 | 1기 연장원전, 준우승자 김상필에게는 노트북 부여          |

### 2기
| 회차 | 방송일           | 이름   | 출신학교                         | 등급   | 비고                                    |
| ---- | ---------------- | ------ | -------------------------------- | ------ | --------------------------------------- |
| 33회 | 2013년 3월 2일   | 장민지 | 일신여자고등학교                 | 주장원 | 2기 첫방송                              |
| 34회 | 2013년 3월 9일   | 조정수 | 청원고등학교                     | 주장원 |                                         |
| 35회 | 2013년 3월 16일  | 이기수 | 충북대학교 사범대학 부설고등학교 | 주장원 |                                         |
| 36회 | 2013년 3월 23일  | 유민주 | 청원고등학교                     | 주장원 |                                         |
| 37회 | 2013년 3월 30일  | 조정수 | 청원고등학교                     | 월장원 |                                         |
| 38회 | 2013년 4월 6일   | 강혜윤 | 중산고등학교                     | 주장원 |                                         |
| 39회 | 2013년 4월 13일  | 신지환 | 한국교원대학교 부설고등학교      | 주장원 |                                         |
| 40회 | 2013년 4월 20일  | 오현근 | 운호고등학교                     | 주장원 |                                         |
| 41회 | 2013년 4월 27일  | 이하경 | 상당고등학교                     | 주장원 |                                         |
| 42회 | 2013년 5월 4일   | 신지환 | 한국교원대학교 부설고등학교      | 월장원 |                                         |
| 43회 | 2013년 5월 11일  | 연승하 | 서원고등학교                     | 주장원 |                                         |
| 44회 | 2013년 5월 18일  | 강창현 | 옥천고등학교                     | 주장원 |                                         |
| 45회 | 2013년 5월 25일  | 엄호영 | 충주대원고등학교                 | 주장원 |                                         |
| 46회 | 2013년 6월 1일   | 김영창 | 충주고등학교                     | 주장원 |                                         |
| 47회 | 2013년 6월 8일   | 김영창 | 충주고등학교                     | 월장원 |                                         |
| 48회 | 2013년 6월 15일  | 김수민 | 양업고등학교                     | 주장원 |                                         |
| 49회 | 2013년 6월 22일  | 정성훈 | 청주대성고등학교                 | 주장원 |                                         |
| 50회 | 2013년 6월 29일  | 박금정 | 보은여자고등학교                 | 주장원 |                                         |
| 51회 | 2013년 7월 6일   | 정의광 | 한국교원대학교 부설고등학교      | 주장원 |                                         |
| 52회 | 2013년 7월 13일  | 정의광 | 한국교원대학교 부설고등학교      | 월장원 |                                         |
| 53회 | 2013년 7월 20일  | 강희창 | 오송고등학교                     | 주장원 |                                         |
| 54회 | 2013년 7월 27일  | 유병서 | 청주외국어고등학교               | 주장원 |                                         |
| 55회 | 2013년 8월 3일   | 지석천 | 제천고등학교                     | 주장원 |                                         |
| 56회 | 2013년 8월 10일  | 정지현 | 청석고등학교                     | 주장원 | 상반기 패자부활전                       |
| 57회 | 2013년 8월 17일  | 정지현 | 청석고등학교                     | 월장원 |                                         |
| 58회 | 2013년 8월 24일  | 박세연 | 양청고등학교                     | 주장원 |                                         |
| 59회 | 2013년 8월 31일  | 황재현 | 형석고등학교                     | 주장원 |                                         |
| 60회 | 2013년 9월 7일   | 김석현 | 충주고등학교                     | 주장원 |                                         |
| 61회 | 2013년 9월 14일  | 홍지수 | 중앙여자고등학교                 | 주장원 |                                         |
| 62회 | 2013년 9월 21일  | 김석현 | 충주고등학교                     | 월장원 |                                         |
| 63회 | 2013년 9월 28일  | 이성철 | 세광고등학교                     | 주장원 |                                         |
| 64회 | 2013년 10월 5일  | 이승욱 | 한국교원대학교부설고등학교       | 주장원 |                                         |
| 65회 | 2013년 10월 12일 | 정도영 | 단양고등학교                     | 주장원 |                                         |
| 66회 | 2013년 10월 19일 | 조윤성 | 청주 대성고등학교                | 주장원 |                                         |
| 67회 | 2013년 10월 26일 | 정도영 | 단양고등학교                     | 월장원 |                                         |
| 68회 | 2013년 11월 2일  | 김종현 | 진천고등학교                     | 주장원 |                                         |
| 69회 | 2013년 11월 9일  | 이연수 | 봉명고등학교                     | 주장원 |                                         |
| 70회 | 2013년 11월 16일 | 황서경 | 제천여자고등학교                 | 주장원 |                                         |
| 71회 | 2013년 11월 23일 | 구본호 | 음성 매괴고등학교                | 주장원 | 하반기 패자부활전, 2기 마지막 주장원전  |
| 72회 | 2013년 11월 30일 | 황서경 | 제천여자고등학교                 | 월장원 | 2기 마지막 월장원전                     |
| 75회 | 2013년 12월 21일 | 조정수 | 청원고등학교                     | 연장원 | 준우승자 김석현에게는 500만원 상금 부여 |

### 3기
| 회차  | 방송일           | 이름   | 출신학교              | 등급   | 비고                                      |
| ----- | ---------------- | ------ | --------------------- | ------ | ----------------------------------------- |
| 77회  | 2014년 3월 1일   | 신예성 | 청원 오송고등학교     | 주장원 | 3기 첫방송                                |
| 78회  | 2014년 3월 8일   | 고현석 | 충주 중산고등학교     | 주장원 |                                           |
| 79회  | 2014년 3월 15일  | 김대환 | 한국 교원대부고등학교 | 주장원 |                                           |
| 80회  | 2014년 3월 22일  | 이희진 | 대성고등학교          | 주장원 |                                           |
| 81회  | 2014년 3월 29일  | 김대환 | 한국 교원대부고등학교 | 월장원 |                                           |
| 82회  | 2014년 4월 5일   | 조원기 | 운호고등학교          | 주장원 |                                           |
| 83회  | 2014년 4월 12일  | 김선아 | 보은고등학교          | 주장원 |                                           |
| 84회  | 2014년 4월 26일  | 유지인 | 청원고등학교          | 주장원 | 진도 여객선 침몰 사고 편성으로 한 주 연기 |
| 85회  | 2014년 5월 3일   | 황인제 | 흥덕고등학교          | 주장원 |                                           |
| 86회  | 2014년 5월 10일  | 김선아 | 보은고등학교          | 월장원 |                                           |
| 87회  | 2014년 5월 17일  | 류기쁨 | 청석고등학교          | 주장원 |                                           |
| 88회  | 2014년 5월 24일  | 김은채 | 제천여자고등학교      | 주장원 |                                           |
| 89회  | 2014년 5월 31일  | 허웅배 | 제천고등학교          | 주장원 |                                           |
| 90회  | 2014년 6월 7일   | 이제헌 | 세광고등학교          | 주장원 |                                           |
| 91회  | 2014년 6월 14일  | 이제헌 | 세광고등학교          | 월장원 |                                           |
| 92회  | 2014년 6월 21일  | 황경주 | 청원고등학교          | 주장원 |                                           |
| 93회  | 2014년 6월 28일  | 민예란 | 청주 중앙여자고등학교 | 주장원 |                                           |
| 94회  | 2014년 7월 5일   | 김민정 | 청주 주성고등학교     | 주장원 |                                           |
| 95회  | 2014년 7월 12일  | 윤교범 | 청주 세광고등학교     | 주장원 |                                           |
| 96회  | 2014년 7월 19일  | 황경주 | 청원고등학교          | 월장원 |                                           |
| 97회  | 2014년 7월 26일  | 김재혁 | 충주 중산고등학교     | 주장원 | 상반기 패자부활전                         |
| 98회  | 2014년 8월 2일   | 이진희 | 충북 과학고등학교     | 주장원 |                                           |
| 99회  | 2014년 8월 9일   | 심현섭 | 오송고등학교          | 주장원 |                                           |
| 100회 | 2014년 8월 16일  | 이규연 | 상당고등학교          | 주장원 |                                           |
| 101회 | 2014년 8월 23일  | 이진희 | 충북 과학고등학교     | 월장원 |                                           |
| 102회 | 2014년 8월 30일  | 차보금 | 한국교원대부고        | 주장원 |                                           |
| 103회 | 2014년 9월 6일   | 정태훈 | 제천고등학교          | 주장원 |                                           |
| 104회 | 2014년 9월 13일  | 성준호 | 청석고등학교          | 주장원 |                                           |
| 105회 | 2014년 9월 20일  | 송은혜 | 보은여자고등학교      | 주장원 |                                           |
| 106회 | 2014년 9월 27일  | 차보금 | 한국교원대부고        | 월장원 |                                           |
| 107회 | 2014년 10월 4일  | 민정원 | 제천여자고등학교      | 주장원 |                                           |
| 108회 | 2014년 10월 11일 | 이세훈 | 청주 세광고등학교     | 주장원 |                                           |
| 109회 | 2014년 10월 18일 | 윤지수 | 청주 흥덕고등학교     | 주장원 |                                           |
| 110회 | 2014년 10월 25일 | 김장원 | 청주 외국어고등학교   | 주장원 |                                           |
| 111회 | 2014년 11월 1일  | 이세훈 | 청주 세광고등학교     | 월장원 |                                           |
| 112회 | 2014년 11월 8일  | 김향온 | 충북여자고등학교      | 주장원 |                                           |
| 113회 | 2014년 11월 15일 | 박해나 | 보은고등학교          | 주장원 |                                           |
| 114회 | 2014년 11월 22일 | 김지욱 | 제천고등학교          | 주장원 |                                           |
| 115회 | 2014년 11월 29일 | 이주희 | 충주여자고등학교      | 주장원 | 하반기 패자부활전                         |
| 116회 | 2014년 12월 6일  | 박해나 | 보은고등학교          | 월장원 | [ 10 ]                                    |
| 119회 | 2014년 12월 27일 | 이세훈 | 세광고등학교          | 연장원 | 준우승자 이제헌                           |

## 같이 보기
- 도전! 골든벨
- 장학퀴즈